# Federico Rosso
Federico Guillermo Rosso (n. Rosario, provincia de Santa Fe, Argentina; 1 de julio de 1987) es un futbolista argentino. Juega de defensor y su equipo actual es Agropecuario, de la Primera Nacional.

## Carrera

### Inicios
Rosso debutó en Chacarita Juniors el 12 de abril de 2008, siendo titular en la derrota por 0-1 ante Almagro. Fue reemplazado a los 22 minutos del segundo tiempo por Matías Ontivero. 
Al no tener continuidad en el Funebrero, Rosso fue prestado a Central Córdoba de Rosario para disputar la Primera B. 
A comienzos de 2011, el central llegó libre a la Comisión de Actividades Infantiles para disputar la Primera B Nacional. Debutó el 19 de febrero ingresando desde el banco, en reemplazo de Luis Funes, en lo que fue derrota por 2-1 contra Defensa y Justicia. Finalmente, el conjunto patagónico descendió al Torneo Argentino A junto a Tiro Federal y San Martín de Tucumán.

### Desamparados
Culminada la temporada 2010-11, Rosso llega libre a Desamparados para afrontar la temporada 2011-12. Jugó la mayor parte del torneo, y se dio el lujo de convertirle un gol a River Plate (derrota 3-1). Al igual que en su paso por la CAI, Desamparados descendió de categoría con Atlanta, Chacarita Juniors y Guillermo Brown.

### Brescia
Luego del descenso de Desamparados, Rosso viajó hacia Italia para firmar contrato con el Brescia de la Serie B. Su debut en el Viejo Continente ocurrió el 25 de agosto de 2012, cuando ingresó a los 47 minutos del segundo tiempo por el suizo Fabio Daprelà en la derrota por 1-0 contra el Crotone. 

### Crucero del Norte
Regresó a la Argentina en 2013 para jugar en Crucero del Norte, participante de la Primera B Nacional. Debutó el 24 de agosto en Junín por la fecha 4 del torneo. Fue empate 0-0 contra Sarmiento y Rosso fue titular.
En 2014 fue parte del plantel subcampeón del torneo transición que logró el ascenso a Primera División. En la máxima categoría, fue partícipe en encuentros contra rivales de la talla de San Lorenzo, Vélez Sarsfield o Rosario Central. El paso por Primera apenas duró un año ya que, junto a Nueva Chicago, Crucero del Norte perdió la categoría.

### Chacarita Juniors
Rosso volvió a Chacarita Juniors, el club donde debutó. Una temporada después de su llegada, jugó 32 partidos en el torneo que el Funebrero regresó a Primera División. En Primera, Rosso jugó 24 de los 27 partidos del campeonato, anotando 4 goles (a Gimnasia y Esgrima de La Plata, doblete a Lanús y Temperley). Sin embargo, el central rosarino sufrió otro descenso. Chacarita Juniors descendió junto a Arsenal, Olimpo y Temperley a la Primera B Nacional.

### Agropecuario
Regresó a la segunda categoría para jugar en Agropecuario, club que disputaba su segundo torneo en la Primera B Nacional. Entre 2018 y 2020, Rosso jugó un total de 43 partidos y convirtió un tanto (a Atlanta).

## Estadísticas

### Clubes
- Actualizado hasta el 1 de noviembre de 2021.

| Chacarita Juniors Argentina | 2.ª                 | 2007-08             | 1   | 0 | - | - | - | - | 1   | 0 | 0,00 |
| Chacarita Juniors Argentina | 1.ª                 | 2009-10             | 0   | 0 | - | - | - | - | 0   | 0 | 0,00 |
| Chacarita Juniors Argentina | 1.ª                 | 2010-11             | 0   | 0 | - | - | - | - | 0   | 0 | 0,00 |
| Chacarita Juniors Argentina | 1.ª                 | 2016                | 17  | 0 | 0 | 0 | - | - | 17  | 0 | 0,00 |
| Chacarita Juniors Argentina | 1.ª                 | 2016-17             | 32  | 0 | 0 | 0 | - | - | 32  | 0 | 0,00 |
| Chacarita Juniors Argentina | 1.ª                 | 2017-18             | 24  | 4 | 1 | 0 | - | - | 25  | 4 | 0,16 |
| Chacarita Juniors Argentina | Total club          | Total club          | 74  | 4 | 1 | 0 | - | - | 75  | 4 | 0,05 |
| Central Córdoba (R) Argentina | 3.ª                 | 2008-09             | 5   | 0 | - | - | - | - | 5   | 0 | 0,00 |
| Central Córdoba (R) Argentina | Total club          | Total club          | 5   | 0 | - | - | - | - | 5   | 0 | 0,00 |
| C. A. I. Argentina | 2.ª                 | 2010-11             | 17  | 0 | - | - | - | - | 17  | 0 | 0,00 |
| C. A. I. Argentina | Total club          | Total club          | 17  | 0 | - | - | - | - | 17  | 0 | 0,00 |
| Desamparados Argentina | 2.ª                 | 2011-12             | 25  | 1 | 1 | 0 | - | - | 26  | 1 | 0,03 |
| Desamparados Argentina | Total club          | Total club          | 25  | 1 | 1 | 0 | - | - | 26  | 1 | 0,03 |
| Brescia · Italia | 2.ª                 | 2012-13             | 3   | 0 | 0 | 0 | - | - | 3   | 0 | 0,00 |
| Brescia · Italia | Total club          | Total club          | 3   | 0 | 0 | 0 | - | - | 3   | 0 | 0,00 |
| Crucero del Norte Argentina | 2.ª                 | 2013-14             | 25  | 0 | 2 | 0 | - | - | 27  | 0 | 0,00 |
| Crucero del Norte Argentina | 2.ª                 | 2014                | 12  | 0 | 0 | 0 | - | - | 12  | 0 | 0,00 |
| Crucero del Norte Argentina | 1.ª                 | 2015                | 12  | 0 | 0 | 0 | - | - | 12  | 0 | 0,00 |
| Crucero del Norte Argentina | Total club          | Total club          | 49  | 0 | 2 | 0 | - | - | 51  | 0 | 0,00 |
| Agropecuario Argentina | 2.ª                 | 2018-19             | 18  | 0 | 1 | 0 | - | - | 19  | 0 | 0,00 |
| Agropecuario Argentina | 2.ª                 | 2019-20             | 16  | 1 | 0 | 0 | - | - | 16  | 1 | 0,06 |
| Agropecuario Argentina | 2.ª                 | 2020                | 8   | 0 | - | - | - | - | 8   | 0 | 0,00 |
| Agropecuario Argentina | 2.ª                 | 2021                | 17  | 0 | - | - | - | - | 17  | 0 | 0,00 |
| Agropecuario Argentina | Total club          | Total club          | 59  | 1 | 1 | 0 | - | - | 60  | 1 | 0,01 |
| Total en su carrera | Total en su carrera | Total en su carrera | 232 | 6 | 5 | 0 | - | - | 237 | 6 | 0,02 |
| (1) Las copas nacionales se refiere a la Copa Argentina y a la Copa Italia. (2) Las copas internacionales se refiere a la Copa Libertadores y a la Copa Sudamericana. (3) Media de goles por encuentro. No incluye goles en partidos amistosos. |                     |                     |     |   |   |   |   |   |     |   |      |